# Пато но тукупі
Пато но тукупі (Pato no tucupi, качка в соусі з тукупі) — це традиційна бразильська страва, яка зустрічається переважно в районі міста Белен у штаті Пара. Страва складається з відвареної качки (пато по-португальськи) в тукупі.
Одним із найбільш типових ресторанів, де його можна знайти, є Círculo Militar у Белені, в історичному палаці біля міської гавані.

## Дивитися також
- Бразильська кухня
- Амазонська кухня